# Robert Garrett (basquetebolista)
Robert Garrett (18 de março de 1977) é um basquetebolista profissional alemão, atualmente joga no Brose Baskets.

## Carreira
Garrett integrou o elenco da Seleção Alemã de Basquetebol nas Olimpíadas de 2008